# Rauriker
Die Rauriker oder Rauraker/Rauracher (lateinisch Raurici oder Rauraci) waren ein Stamm der Kelten, der seit dem 2. Jahrhundert v. Chr. das Gebiet des südlichen Oberrheins besiedelte. Sein Name erschien als regionales Toponym während der Antike und wurde in den 1790er Jahren für die französische Tochterrepublik Raurakische Republik wieder aufgegriffen. Noch heute spielten in der Region Basel (lateinisch Regio Basiliensis) die Erinnerung an die Rauriker oder Rauraker (Kelten) eine gewisse Rolle.

## Geschichte
Die Rauriker waren ein Nachbarstamm der Helvetier und siedelten in der Gegend von Basel, Jura und Elsass. Archäologisch sind sie seit Mitte des 2. Jahrhunderts v. Chr. nachweisbar. Aus dieser Zeit stammen die Überreste einer hoch entwickelten, strukturierten Stadt, die 1911 in Basel entdeckt wurde und nach ihrem Fundort „Basel-Gasfabrik“ benannt worden ist. Nachgewiesen sind Werkstätten und Importwaren aus römischen Gebieten sowie ein eigentliches Töpferviertel mit Resten von zehn keltischen, zum Teil sehr gut erhaltenen Töpferöfen. Auch fand man ein Gräberfeld mit reichhaltigen Funden, unter anderem zahlreiche menschliche Skelettteile. Diese lassen an rituelle Bestattungen denken. Basel-Gasfabrik wurde wahrscheinlich 58 v. Chr. aufgegeben, als sich die Rauriker dem Auszug der Helvetier nach Gallien anschlossen. Nach der Niederlage in der Schlacht bei Bibracte kehrten sie in ihr ursprüngliches Siedlungsgebiet zurück und gründeten einen befestigten Ort (Oppidum) auf dem Basler Münsterhügel.
Im Zuge der Eroberung des Alpenraums seit 25 v. Chr. errichteten die Römer auf dem strategisch wichtigen Geländesporn am Rheinknie ein Kastell. Möglicherweise siedelte die raurakische Bevölkerung des Münsterhügels im letzten Jahrzehnt des ersten vorchristlichen Jahrhunderts nach Augusta Raurica über. Augusta Raurica war zwar nominell bereits 44 v. Chr. von Lucius Munatius Plancus gegründet worden, der eigentliche Ausbau begann aber erst drei Jahrzehnte später. Ab diesem Zeitpunkt bestand die römische Stadt Augusta Raurica (mit dem Rang einer Colonia) separat neben dem Stammbezirk der Rauraker (Civitas Rauricorum). Über das genauere Verhältnis dieser beiden Verwaltungseinheiten ist nichts bekannt. Häufig wird angenommen, dass die Civitas der Rauriker einen separaten Hauptort hatte, der in Argentovaria (bei Biesheim und Oedenburg in den Vogesen) vermutet wird. in der Geographia des Klaudois Ptolemaios lag Argentuaria bezogen auf Brigantium und Vesontio an der Stelle des heutigen Straßburg, dazu 1°30' weiter nördlich Argentoratum mit Straßburgs Lagebeziehung zu Breucomagus (Brumath) und Mogontiacum.
Die Bezeichnung des südlichen Oberrheins bzw. des Gebiets am Rheinknie als „raurikisch“ dauerte noch bis an die Wende zum 5. Jahrhundert an, allerdings mit zunehmender Konkurrenz durch das Toponym „Basilia“, das 374 erstmals bezeugt ist. Das Castrum Rauracense bei Kaiseraugst als Ersatz für das unbefestigte Augusta Raurica entstand im späten 3. Jahrhundert nach dem Fall des obergermanisch-rätischen Limes. In der Notitia Galliarum (um 400 entstanden) erschien das Kastell noch, doch wurde ihm nun bereits Basel (Civitas Basiliensium) als Ort von zentralörtlicher Bedeutung gegenübergestellt. Im Jahre 346 fand in Köln am Rhein eine Provinzsynode statt, an der ein Bischof Justinianus Rauricorum („Justinianus [Bischof] der Rauriker“) teilnahm. Danach erfährt man nichts mehr von einem raurikischen Bistum, das untergegangen zu sein scheint. In der ersten Hälfte des 7. Jahrhunderts erschien wieder ein lokaler Bischof, Ragnacharius Augustanae et Basileae [civitatis], nun aber mit Bezug auf Augst und Basel.

## Raurakische Republik
Die von 1792 bis 1793 bestehende Raurakische Republik, gegründet aus Teilen des Fürstbistums Basel und benannt nach den Raurikern, bezog wie andere Tochterrepubliken Frankreichs ihren Namen aus der antiken Geschichte.